# Saint-Martin-des-Combes
Saint-Martin-des-Combes é uma comuna francesa na região administrativa da Nova Aquitânia, no departamento Dordonha. Estende-se por uma área de 13,73 km². Em 2010 a comuna tinha 201 habitantes (densidade: 14,6 hab./km²).